# 스폰 (만화)

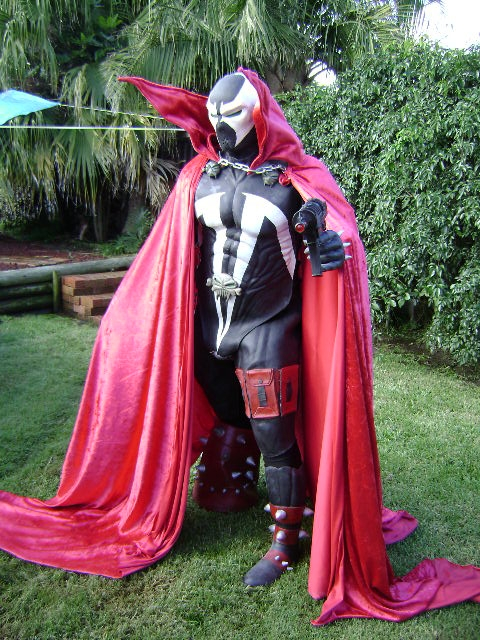

《스폰》(영어: 'Spawn)은 1992년 5월 토드 맥팔레인이 처음으로 그려낸 동명의 가상의 반영웅이 등장하는 만화이다. 이미지 코믹스에서 매달 출간되며, 객원 작가들이 교차된 줄거리의 미니 시리즈를 그리기도 한다.
스폰은 잡지 《위저드》에서 선정한 만화 속의 캐릭터 탑 200에서 60위, 《엠파이어》에서 선정한 만화 캐릭터 50 중에서 50위, IGN의 2001년 만화 영웅 탑 100 중 36위를 차지했다.
시리즈는 여러 만화로 파생되었다. 1997년에는 영화로 제작되었고, 1997년부터 1999년까지 HBO에서 텔레비전 시리즈로 방영되기도 했으며, 맥팔레인 토이즈에서는 일련의 고품질의 액션 피겨를 제작했다.